# Kurt Schubert (Politiker)
Kurt Schubert (* 26. November 1926 in Zerbst) ist ein deutscher Handwerker und ehemaliger Politiker (NDPD). Er war von 1971 bis 1981 Abgeordneter der Volkskammer der DDR.

## Leben
Schubert, Sohn eines Handwerkers, besuchte die Volksschule und erlernte von 1945 bis 1948 den Beruf des Elektroinstallateurs. Nach der Lehre war er bis 1953 als Elektroschlosser beschäftigt. Er wurde 1948 Mitglied des  Freien Deutschen Gewerkschaftsbundes (FDGB) und legte 1953 die Meisterprüfung ab. Von 1953 bis 1960 war er als selbständiger Handwerksmeister tätig. Im Jahr 1960 war er Mitbegründer der Produktionsgenossenschaft des Handwerks (PGH) „Merag“ und ab 1963 Vorsitzender der PGH „Elektro“ Zerbst. Schubert trat 1961 in die National-Demokratische Partei Deutschlands (NDPD) ein und war von 1967 bis 1975 Mitglied des NDPD-Kreisvorstandes Zerbst. Von 1968 bis 1972 besuchte er die Fachschule für Finanzwirtschaft in Gotha mit dem Abschluss als „Ökonom der örtlichen Versorgungswirtschaft“. Von 1965 bis 1970 gehörte er als Abgeordneter dem Kreistag Zerbst und von 1971 bis 1981 der Volkskammer der DDR an.  Im Jahr 1973 besuchte er die Zentrale Parteischule der NDPD in Waldsieversdorf. Schubert wurde mit der Verdienstmedaille der DDR und als Aktivist ausgezeichnet. Er ist verheiratet, Vater von drei Kindern und wohnte 1986 in Jütrichau.